# Dražice (Tábori járás)
Dražice település Csehországban, a Tábori járásban. Dražice Meziříčí, Balkova Lhota, Tábor, Dražičky, Řepeč, Opařany és Slapy településekkel határos. Lakosainak száma 841 fő (2024. január 1.).

## Népesség
A település lakosságának változását az alábbi diagram mutatja:
| Lakosok száma | 694  | 869  | 755  | 514  | 501  | 798  | 810  | 824  | 826  | 841  |
|               | 1869 | 1900 | 1921 | 1961 | 1980 | 2011 | 2016 | 2019 | 2021 | 2024 |